# L'Heure zéro (film)
Pour les articles homonymes, voir L'Heure zéro (homonymie).
Pour plus de détails, voir Fiche technique et Distribution.
L'Heure zéro est un film français réalisé par Pascal Thomas, tourné à Dinard, sorti en 2007, et adapté du roman éponyme d'Agatha Christie.

## Synopsis
Chez sa tante, la richissime Mme Camilla Tressilian, Guillaume Neuville a l'idée saugrenue d'y réunir, pour les rapprocher, Caroline son épouse et son ex-femme Aude.
Camilla, réticente à cette initiative hasardeuse, accepte néanmoins de recevoir tout ce petit monde dans sa propriété de la côte bretonne.
Sont également présents Marie-Adeline, la secrétaire de Camilla, Maître Trevoz, un juge et ami de Camilla, Fred Latimer, un ami de Caroline, Thomas Rondeau, un ami de longue date. Tous sont réunis au manoir de la Pointe aux Mouettes, somptueuse demeure de Camilla. 
Mais l'ambiance devient nettement plus glaciale quand, au petit matin, la servante découvre avec horreur que Camilla Tressilian a été sauvagement assassinée dans son lit, le crâne défoncé. 
Héritage ? Crime passionnel ? Haine ? Préméditation ? Coup de tête ? Tout est possible. Pourtant, le commissaire Martin Bataille doit faire vite, car l'heure zéro approche.

## Fiche technique
- Titre : L'Heure zéro
- Réalisation : Pascal Thomas
- Scénario : François Caviglioli, Nathalie Lafaurie, Roland Duval et Clémence De Biéville, d'après le roman d'Agatha Christie : L'Heure zéro (en)
- Production: Bernadette Zinck et Hubert Watrinet
- Budget : 8,56 M€[1]
- Société de production : Les Films Français, en association avec la SOFICA Cinémage 1
- Photographie : Renan Pollès
- Son : Pierre Lenoir
- Montage : Catherine Dubeau et Elena Mano
- Musique : Reinhardt Wagner
- Arrangements et orchestrations : Thomas Roussel[2]
- Chef décorateur : Katia Wyszkop
- Costumes : Laurence Esnault et Catherine Bouchard
- Pays de production :  France
- Format : couleur
- Genre : policier
- Durée : 107 minutes
- Dates de sortie :
  - France : 31 octobre 2007
  - Belgique 7 novembre 2007
  - États-Unis : 29 août 2009 (Festival du cinéma français de St. Louis)
- Box Office France : 472 997 entrées payantes[3]

## Distribution
- François Morel : Le commissaire Martin Bataille
- Danielle Darrieux : Camilla Tressilian
- Melvil Poupaud : Guillaume Neuville
- Laura Smet : Caroline Neuville
- Chiara Mastroianni : Aude Neuville
- Alessandra Martines : Marie-Adeline
- Dominique Reymond : Madame Geoffroy, la directrice du collège
- Clément Thomas : Thomas Rondeau
- Xavier Thiam : Fred Latimer
- Hervé Pierre : Ange Werther
- Vania Plemiannikov : Pierre Leca
- Jacques Sereys : Charles Trevoz
- Valériane de Villeneuve : Emma
- Paul Minthe : Heurtebise
- Carmen Durand : Barrett

## Autour du film
- Le réalisateur Pascal Thomas campe le petit rôle du médecin légiste, chargé d'examiner le cadavre de Charles Trevoz, au milieu du film.
- Bien que l'action ait été transposée à notre époque, le spectateur pourra aisément remarquer le côté délicieusement suranné du manoir et des vêtements des protagonistes.